# Zalaigrice
Zalaigrice is een plaats (község) en gemeente in het Hongaarse comitaat Zala. Zalaigrice telt 135 inwoners (2001).